# Шведська революція (1719)
Революція 1719 року (швед. 1719 års regeringsform) — ключова подія шведської історії XVIII сторіччя, що поклала край пануванню в країні абсолютизму та започаткувала парламентське правління — так звану Еру свобод.

## Історія

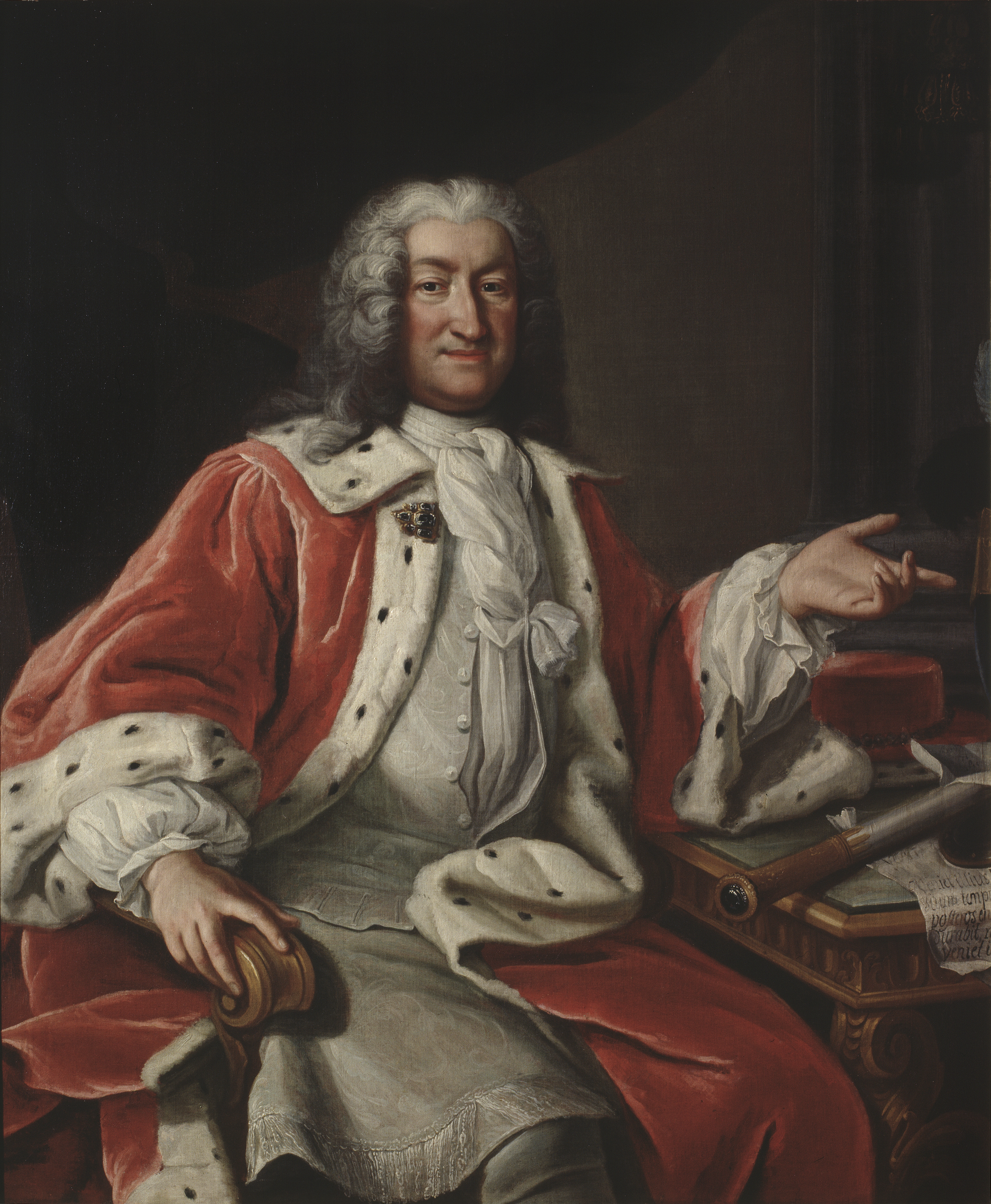
Арвід Бернхард Горн (1664—1742) — художник Лоренц Паш Старший (1702—1766)

Найвищим піднесенням шведського абсолютизму була доба Карла XII, що завершилася катастрофічною для країни Північною війною. Король загинув у 1718 році під час облоги однієї з данських фортець в Норвегії і не залишив після себе ані дружини (він був неодруженим), ані дітей. Ніхто з його найближчих родичів не мав безперечного права на престол. Цим скористалися ображені покійним королем аристократи й посадовці, найспритнішим з яких був колишній керівник уряду Арвід Горн.
Горна вважали одним з ватажків «гессенської» партії, тобто прихильників Фрідріха Гессенського, чоловіка молодшої сестри Карла XII Ульріки Елеонори і одного з головних претендентів на корону. Та насправді Горн проводив власну політичну лінію. Спочатку Горн переконав повернути уряду назву і статус державної ради, яку одразу ж очолив. А потім вивів на авансцену риксдаг, здавалося б позбавлений Карлом XII залишків політичного впливу.
Представники станів відмовилися обмежуватися заміною одного короля на іншого. Вони були незадоволені абсолютизмом — і селяни, на плечі яких лягли витрати на війну, і підприємці та торгівці, що тільки й підраховували збитки, викликані занепадом зовнішньої торгівлі, і шляхта, яка болісно пережила редукцію та усунення її від державних справ на користь королівських призначенців. Оскільки вирішувати питання про наступного монарха мав риксдаг, депутати могли диктувати умови будь-якому з претендентів. Найкращим варіантом для себе вони визнали коронацію сестри Карла XII Ульріки Елеонори. Але й вона перед цим мала усунути від влади призначенців останніх років правління попередника і погодитися правити разом з державною радою і риксдагом.

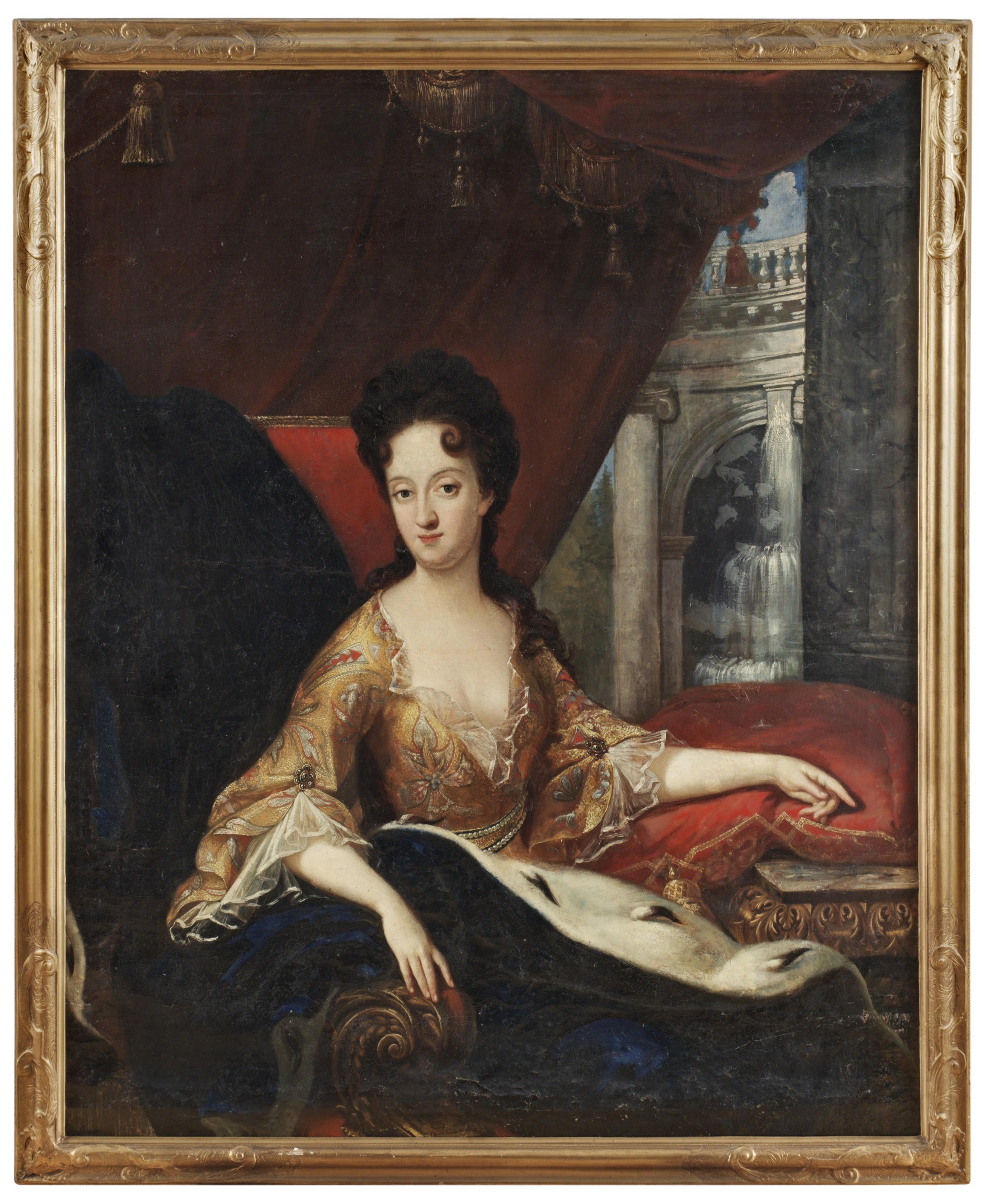
Ульріка Елеонора

Прийняти ці умови Горн переконав майбутню володарку особисто. І лише після її згоди — у січні 1719 року риксдаг офіційно визнав Ульріку Елеонору королевою. В свою чергу королева оголосила про припинення редукції та надання якнайширших привілеїв шляхті, зрівнявши в правах дрібних шляхтичів з вищою знаттю. Фаворит Карла XII Георг фон Герц був страчений.
21 лютого 1719 була ухвалена «форма правління» — перша в континентальній Європі конституція, що визначила повноваження короля, риксдагу та уряду — державної ради. «Форма правління» визначала, що король мусить керувати державою виключно за «порадами» державної ради, яка складалася з представників трьох станів, призначених риксдагом. Король на засіданнях уряду мав одразу два голоси і в разі рівного розподілу голосів його слово було вирішальним. Але в разі, якщо представники станів діяли одностайно, вони завжди мали перевагу над монархом. Риксдаг мав обиратися раз на три роки. Йому належала законодавча влада і право визначати розміри податків.
Юридичне оформлення здобутків революції виявилося не зайвим. Ульріка Елеонора за вдачею була схожа на свого померлого брата. І не ставилася до обмежень своїх прав як до чогось вирішеного раз і назавжди. Погодившись спочатку з Горном, вона, втім, і «форму правління» сприймала як тимчасову поступку та шукала способів повернути собі владу. Зрештою, це призвело до сварки королеви зі своїм радником. Який сам склав повноваження керівника державної ради, а потім був взагалі виключений зі складу уряду Ульрікою Елеонорою.

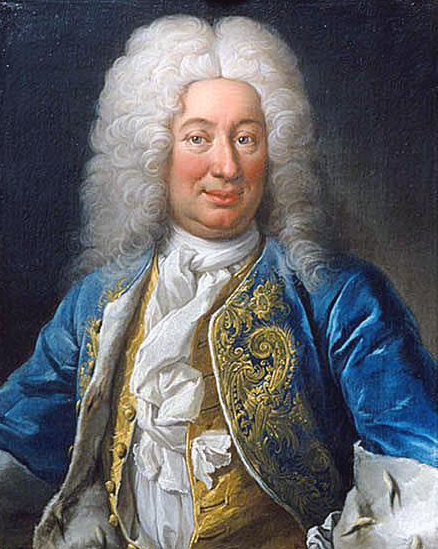
Фредерік I Гессенський

Проте капітуляція була не у звичках Горна. І він почав вибудовувати нову інтригу — зі зведенням на престол чоловіка королеви, того самого Фрідріха Гессенського, якому донедавна з його ж подачі стани відмовлялися віддавати корону. Як дивно, але в цьому плани Горна цілком співпадали з прагненнями Ульріки Елеонори — вона справді кохала свого чоловіка і вважала його володарем, кращим за себе. Зрештою в 1720 році риксдаг погодився на коронацію Фрідріха — за умови відмови Ульріки Елеонори від усіх владних повноважень (при цьому вона до самої смерті залишалася королевою і дружиною Фрідріха). А новий король одразу ж повернув Горна до керівництва державною радою.
Тепер Горн повністю визначав урядову політику. Фрідріх, щоправда, намагався хоча б закріпити престол за гессенською династією, але риксдаг навіть на це не погодився. Натомість володарю довелось взяти на себе відповідальність за принизливі мирні договори з Британією і Ганновером, Пруссією, Данією та Росією, кожний з яких передбачав втрату чергових заморських територій та давніх шведських привілеїв.
Коли ж король відмовився й від традиційної для Стокгольма підтримки Гольштейна, багато хто з підданих взагалі запідозрив, що зробив він це не заради примирення з Данією, а щоб помститися іншому претенденту на престол — Карлу Фрідріху Гольштейнському.
В риксдазі, скликаному в 1723 році, з'явилася опозиційна, «гольштейнська» партія. Прагнучи послабити супротивників — «гессенців», «гольштейнці» домоглися наступних, не менш революційних кроків. Хоча формально діяли під цілком консервативними гаслами. За їхньою ініціативою риксдаг обмежив владу не лише короля, а й державної ради. І запровадив парламентський контроль над урядом. Згідно з парламентським регламентом, ухваленим 17 жовтня 1723 року, саме депутати визначали склад кабінету та напрям урядової політики. А якщо посадовці діяли всупереч вказівкам риксдагу — їх не лише могли усунути з посади, а й притягнути до відповідальності.

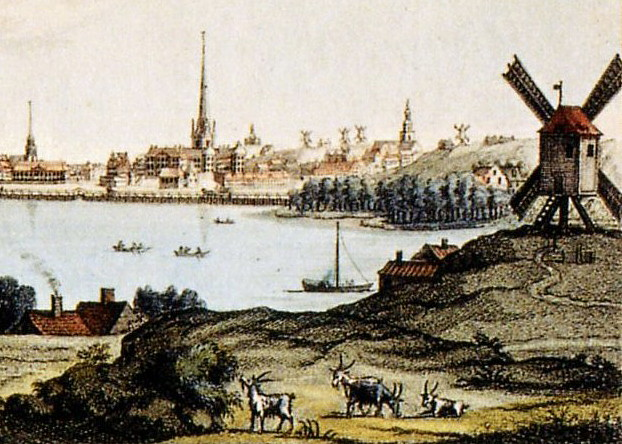
Стокгольм у 1725 році

Революція не обмежувалася змінами лише державного устрою. Вона відкрила шлях до капіталістичної модернізації шведської економіки. Щоб зміцнити свої позиції, саме «гольштейнці» задовольнили головні вимоги станів. Дрібну шляхту остаточно зрівняли у правах з вищою знаттю. При цьому вищі урядові посади могли обіймати лише шляхтичі. Священики та міщани відстояли своє право володіти землями, що раніше належали шляхті. Селяни отримали можливість перетворювати ділянки державної землі на свою повну власність — і за кілька десятиліть саме в їхніх руках опинилася більшість земель у Швеції.
Держава взяла під свій захист торгівлю та підприємництво. Найрішучішим кроком в цьому напрямку стало ухвалення в 1724 році так званого Продукт-плакату, який передбачав, що іноземні судна могли привозити до Швеції лише товари із своєї країни, всі інші перевезення мали здійснюватися виключно шведськими кораблями. В 1724 Юнас Альстрьомер засновував першу приватну мануфактуру в Алінгсосі (до цього мануфактури були лише державними). В 1731 році в Гьотеборзі була створена шведська Ост-Індська компанія.
Питання про кінцеві часові рамки шведської революції залишається дискусійним. Частина дослідників обмежують її 1723 роком, частина — 1734, коли риксдаг затвердив нову збірку законів, що охоплювала усі сторони громадського життя. Найпізнішою датою вважають 1738 рік, коли опозиція — так звана «партія капелюхів» — усунула від влади «батька революції» Арвіда Горна.